# Геральдическая комиссия (Польша)
Геральдическая комиссия Польши (пол. Komisja Heraldyczna) — консультативный орган при Министерстве внутренних дел и администрации Польши по вопросам, связанным с геральдикой и вексиллологией. Деятельность Комиссии касается порядка применения символов государства и местного самоуправления.
Решение о создании Комиссии, с указанием её функций и полномочий, было принято Законом от 29 декабря 1998 года о внесении изменений в некоторые акты в связи с осуществлением реформы государственной системы.
Структура, порядок назначения и увольнения членов Комиссии определяются Постановлением Совета Министров Польши от 27 июля 1999 года о Геральдической комиссии.
Геральдическая комиссия состоит из лиц, отличающихся высоким уровнем знаний в области геральдики и вексиллологии, представителей организаций, уставные цели которых связаны с геральдикой и вексиллологией, а также представителей органов местного самоуправления.
В состав Комиссии входят 13 человек: председатель, его заместитель, секретарь и десять членов. Согласно процедуре назначения, 5 членов Комиссии назначаются министром, ответственным за культуру и охрану национального наследия, 5 — Совместной комиссией правительства и местного самоуправления, 3 — собственно министром внутренних дел и администрации.
Геральдическая комиссия даёт заключения о правильном использовании государственных знаков отличия, гербов, флагов, эмблем, а также символов единиц местного самоуправления. Геральдическая комиссия готовит проекты правовых актов, связанных с созданием и утверждением новых гербов, флагов, эмблем, других геральдических и вексиллологических знаков и символов.